# Langford (Colombie-Britannique)
Pour les articles homonymes, voir Langford.
Langford est une cité (city) de 29 228 habitants du sud de l'île de Vancouver qui se trouve en Colombie-Britannique au Canada. Ses voisins municipaux sont Colwood au sud-est, Highlands au nord, Metchosin au sud-ouest et View Royal au nord-est.

## Histoire
La cité de Langford tien son nom du capitaine Edward Langford qui a établi en 1851 la ferme Colwood pour la Puget Sound Agricultural Company sur le terrain qui couvre une grande partie de l'actuel Langford et Colwood. En décembre 1992, la municipalité de Langford a été incorporée en tant que district municipal.

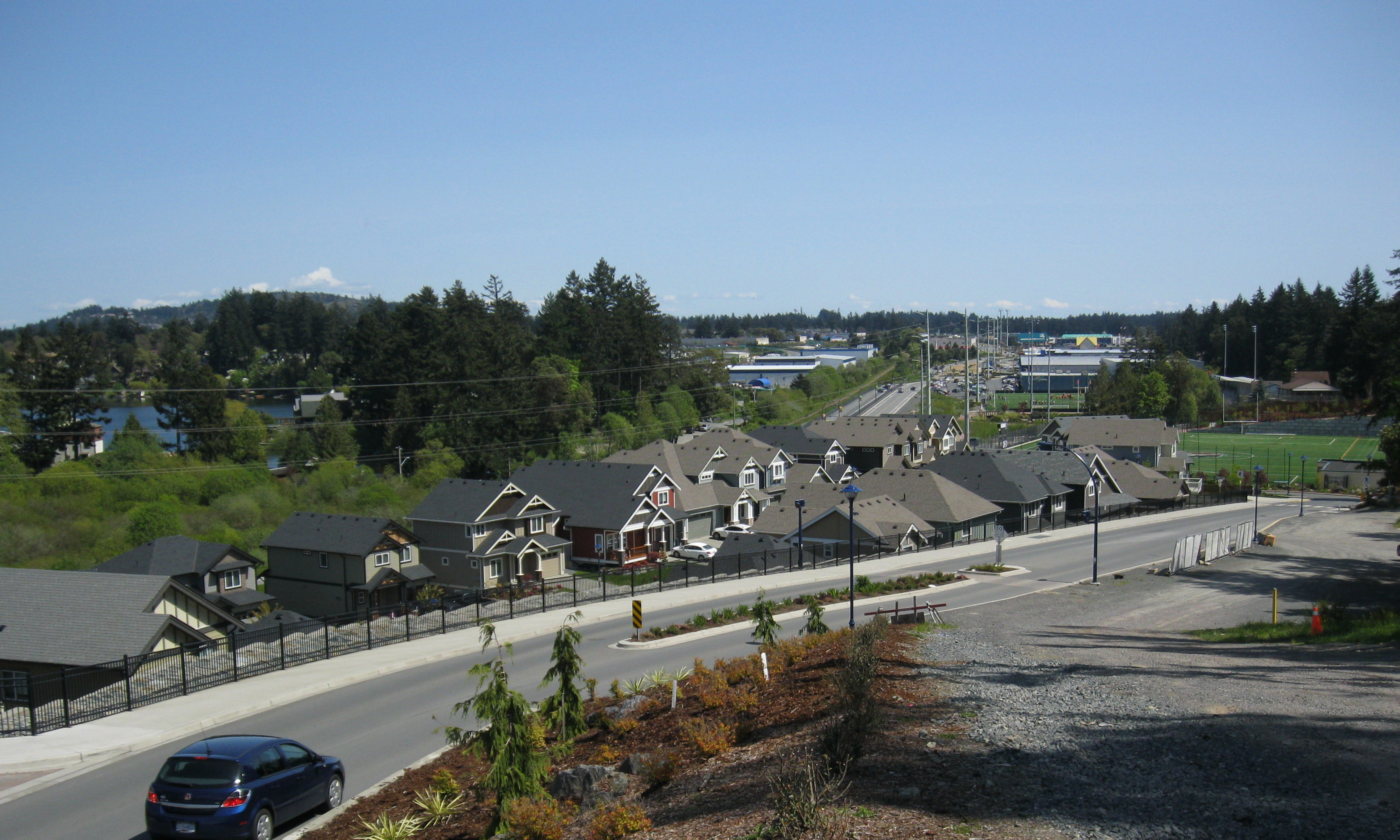
Langford en 2012.

## Géographie
Il y a plusieurs caractéristiques notables dans la cité de Langford. Ceci inclut les trois lacs importants (le lac Langford, le lac Glen et le lac Florence), le mont Finlayson et le mont Wells.

## Démographie
La municipalité a connu une augmentation de sa population de 19,2 % de 2001 à 2006 ce qui a porté son nombre d'habitants à 22 459. Le revenu d'une maisonnée moyenne de Langford est de 64 199 dollars, ce qui est au-dessus du seuil moyen de la Colombie-Britannique de 52 709 dollars.
| 2001   | 2006   | 2011   | 2016   |
| ------ | ------ | ------ | ------ |
| 18 840 | 22 459 | 29 228 | 35 342 |

## Personnes célèbres
- Len Barrie
- Moka Only
- Bob Rock

## Éducation
Langford détient une des plus grandes écoles de toute l'île de Vancouver soit l'école secondaire Belmont.